# レクイエム (ヴェルディ)

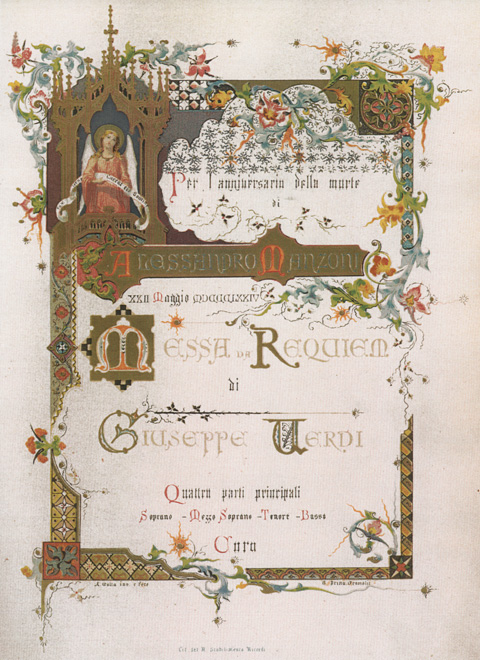
初版楽譜表紙 (1874年)

ジュゼッペ・ヴェルディの作曲したレクイエム（原題：Messa da Requiem per l'anniversario della morte di Manzoni 「マンゾーニの命日を記念するためのレクイエム」）は、カトリックのミサ曲のひとつである。イタリアの文豪アレッサンドロ・マンゾーニを追悼する目的で作曲され、マンゾーニの一周忌にあたる1874年5月22日、ミラノ、サン・マルコ教会で初演された。しばしばモーツァルト、フォーレの作品とともに「三大レクイエム」の一つに数えられると共に、後述の理由から（好悪両面において）「最も華麗なレクイエム」と評される。

## 作曲の経緯

### ロッシーニのためのレクイエム
ヴェルディが宗教曲を手がけるのは、この「レクイエム」が最初ではなかった。オペラ作曲家として身を起こす以前の1830年代前半、故郷ブッセートの教会のためにいくつかの作曲を行っていることが知られている。ただしその殆どは散逸し、演奏されることはない。
またヴェルディは1868年に死去した大オペラ作曲家ジョアキーノ・ロッシーニを記念する「ロッシーニのためのレクイエム」を協同で作曲することを他のイタリア人作曲家（ヴェルディを除いて12人）に提案している。専門委員会が組織され、演奏日時はその一周忌にあたる1869年11月13日に、会場はロッシーニの育ったボローニャのサン・ペトロニオ教会に、と決定した。ヴェルディ自身は（彼自身が半ば強引に決定した）自分の担当部分「リベラ・メ」をいち早く作曲したが、他作曲家が遅れがちであったこと、ボローニャの歌劇場支配人が無給の奉仕公演に難色を示し、通常のオペラ公演を優先する態度をとったことなどが原因となって計画は難航した。その後場所を改めてミラノで演奏する、あるいは日時を繰り延べてボローニャで演奏する、などの打開策が検討されたが、最終的にはこの「ロッシーニ・レクイエム」計画は放棄された。
なおこの時に制作されたスコアは長らく散逸されていたと思われていたが、ヴェルディ全集の共同編集者であるデイヴィッド・ローゼンによって発見され、1998年に初演された。構成及び作曲者についてはw:Messa per Rossiniを参照。

### マンゾーニのためのレクイエム

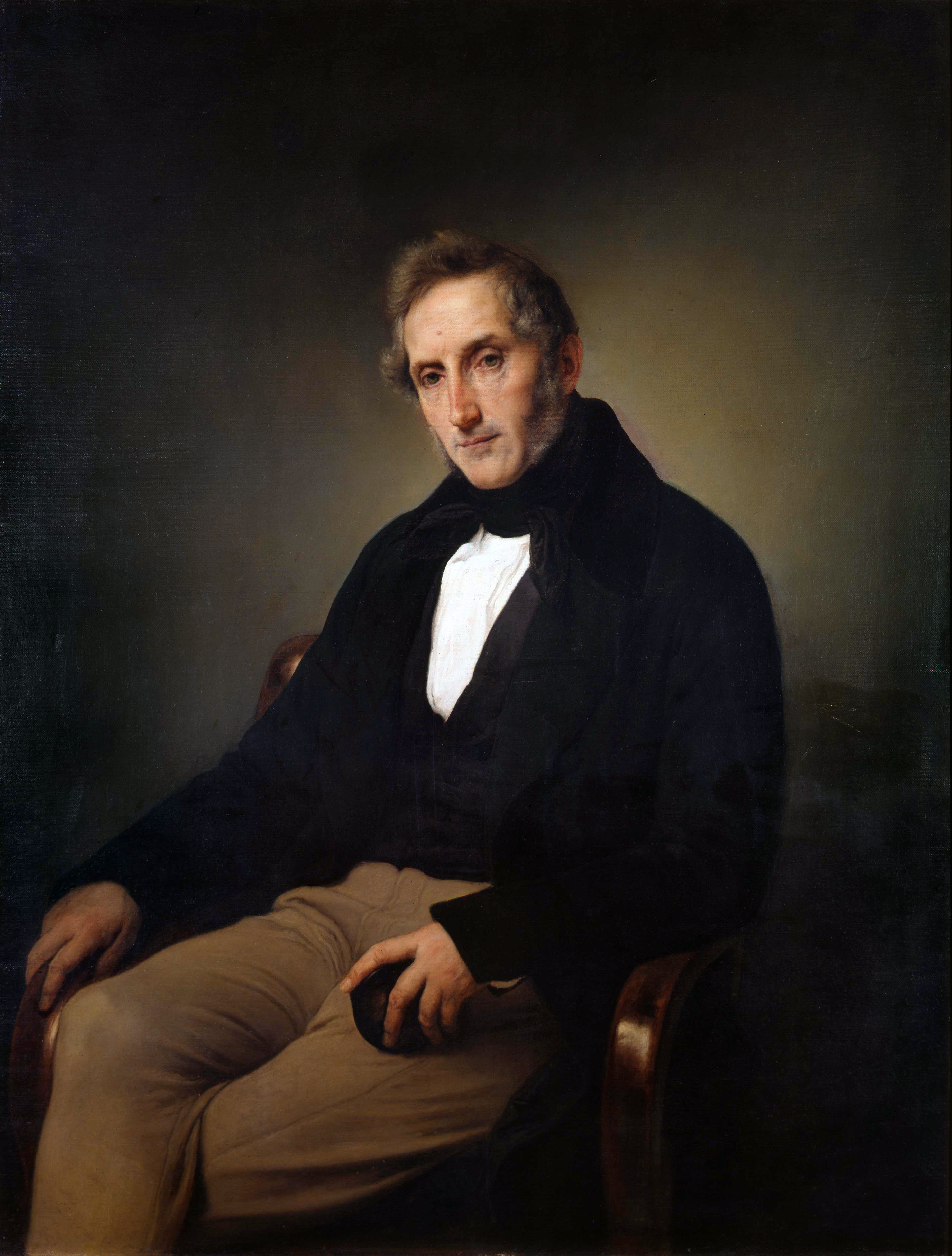
アレッサンドロ・マンゾーニ

小説「いいなずけ」（I promessi sposi ）で知られるイタリアの文豪、アレッサンドロ・マンゾーニは、ヴェルディが青年時代より通じて最も敬愛していた小説家であった。マンゾーニがナポレオンの死を悼んで詠んだ詩「五月五日」（Il cinque maggio ）に対して、1830年頃、まだ10代のヴェルディは曲を付けている（後年ヴェルディ自身によって楽譜は破棄されたらしく、現存しない）。ヴェルディがオペラ作曲家として名を成して以降も、あまりに尊崇の念が強かったため、知遇を得る機会はいくらでもあったにもかかわらず会いに行けず、1868年になってようやくミラノで面会し言葉を交わす、といったほどであったという。
そのマンゾーニの死（1873年5月22日）はヴェルディに深い悲しみをもたらした。ヴェルディはその個人的なショックが深かったことと、自らが参列することで厳粛な空気が乱されることを恐れて、葬儀には列席しなかったが、同年6月3日個人的にマンゾーニの墓地を訪れて追悼を行った。そしてこの時点までに、新たな「マンゾーニ追悼のレクイエム」の構想を固めたらしい。ヴェルディは楽譜出版社リコルディ社の総帥、ジューリオ・リコルディを通じてミラノ市長にレクイエムの提案を行っている。ヴェルディからの条件は、初演の演奏に要する費用を市側が負担してくれれば、楽譜印刷の費用はヴェルディが支出しよう、というものであり、市長もそれを了承した。前回の「ロッシーニ」に懲りてか、ヴェルディはすべて単独で作業を進める心積もりだったようである。
ヴェルディは1873年の夏、妻ジュゼッピーナと過ごしたパリで殆どの作曲を行い、翌年4月頃までには完成したと考えられている。なお同中「ラクリモーサ（涙の日）」は『ドン・カルロ』のパリ初演（1867年）時に演奏時間の都合でカットされた部分の転用、「リベラ・メ（我を救い給え）」は上記「ロッシーニ・レクイエム」の自身の作曲部分の転用である。

## 楽器編成
- 独唱　ソプラノ、メゾソプラノ、テノール、バス
- 合唱　混声四部合唱、ただし、第4曲では2つの混声四部合唱
- 管弦楽
  - 木管　フルート 3（ピッコロ持ち替え 1）、オーボエ 2、クラリネット 2、ファゴット 4
  - 金管　ホルン 4、トランペット 4、トロンボーン 3、オフィクレイド 1（現在はチンバッソで代奏）
  - 打楽器　ティンパニ（4個）、バスドラム
  - 弦五部
  - 舞台から離れた編成（バンダ）　トランペット 4

## 演奏時間
全7曲、約85分　（各9分、37分、11分、3分、5分、6分、13分）

## 楽曲構成

### Requiem et Kyrie（レクイエムとキリエ）
Requiem æternam（レクイエム）
イ短調／イ長調、4分の4拍子、アンダンテ
合唱のみ。
Kyrie eleison（キリエ）
イ長調、4分の4拍子、アンダンテ
テノールの独唱に始まり、4重唱から合唱が加わる。

### Dies Iræ（怒りの日）
Dies Iræ（怒りの日）
ト短調、4分の4拍子、アレグロ・アジタート
合唱。このレクイエム中、最も有名な旋律をなす。ディエス・イレ(Dies Iræ)の後もクイド・スム・ミゼル(Quid sum miser)の前、ラクリモサ(Lacrymosa)の前、リベラ・メ(Libera me)の後でも再現される。
Tuba mirum（くすしきラッパの音）
変イ短調、アレグロ・ソステヌート
バスと合唱。冒頭にトランペットのバンダを伴う盛大なファンファーレがある。
Mors stupebit（審判者に答えるために）
バスによる独唱。
Liber scriptus（書き記されし書物は）
ニ短調、アレグロ・モルト・ソステヌート
当初この部分は合唱とオーケストラからなるフーガ形式で書かれていたが、1875年のロンドン初演を前にヴェルディがメゾソプラノのソロへと改稿した。
Quid sum miser（哀れなる我）
ト短調、8分の6拍子、アダージョ
ソプラノ、メゾソプラノ、テノールの3重唱。
Rex tremendæ（御稜威の大王）
ハ短調、アダージョ・マエストーゾ
4重唱と合唱。
Recordare（思い給え）
ヘ長調、アダージョ・マエストーゾ
ソプラノとメゾソプラノによる2重唱。
Ingemisco（我は嘆く）
テノールによる独唱。
変ホ長調
Confutatis maledictis（判決を受けた呪われし者）
バスによる独唱。
Lacrymosa（涙の日）
変ロ短調→変ロ長調、4分の4拍子、ラルゴ
4重唱と合唱からなる。『ドン・カルロ』パリ初演（1867年）時に演奏時間の都合でカットされた部分（ロデリーグの非業の死を受けてのフィリップ王とカルロとの2重唱）の転用。

### Offœrtorium（奉献唱）
変イ長調、8分の6拍子、アンダンテ・モッソ→ハ長調、アダージョ
ソリストによる4重唱。

### Sanctus（聖なるかな）
ヘ長調、4分の4（2分の2）拍子、アレグロ
混声4部、2群による合唱。

### Agnus Dei（神の子羊）
ハ長調、4分の4拍子、アンダンテ
ソプラノ、メゾソプラノと合唱。

### Lux Æterna（絶えざる光を）
変ロ長調、
メゾソプラノによる導入にバスとテノールが唱和する。

### Libera Me（我を救い給え）
Libera me（我を救い給え）
ハ短調、モデラート
ソプラノ独唱が無伴奏で開始され、合唱が追随する。1869年頃作曲した「ロッシーニのためのレクイエム」のヴェルディ作曲部分の転用。
Dies iræ（怒りの日）
既出部分の再現。
Requiem æternam（レクイエム）
既出部分冒頭の再現。
Libera me（我を救い給え）
再びソプラノと合唱。

## 初演と各地での再演

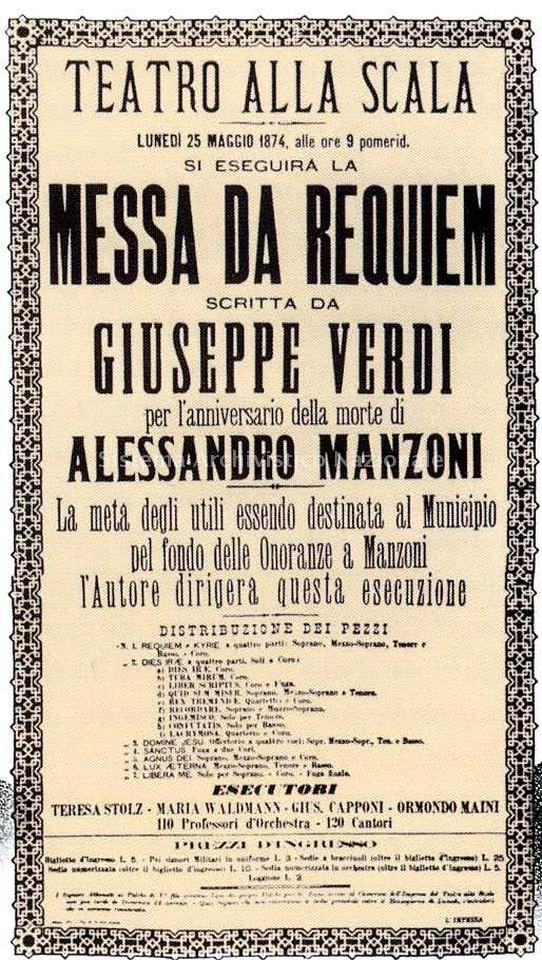
初演の3日後にスカラ座で行われた『レクイエム』公演の告知ポスター

初演はマンゾーニの一周忌に当たる1874年5月22日、ミラノ市のサン・マルコ教会（イタリア語: Chiesa_di_San_Marco_(Milano)）で挙行された。この教会は音響が良いことからヴェルディ自身が選択したと伝えられる。指揮はヴェルディ自身、管弦楽はスカラ座のオーケストラを中心とする100名、合唱は120名という。ソリストはテレーザ・ストルツ（ソプラノ）、マリア・ヴァルトマン（メゾソプラノ）、ジュゼッペ・カッポーニ（テノール）、アルマンド・マイーニ（バス）である。うちストルツ、ヴァルトマン、カッポーニは1872年に行われた『アイーダ』イタリア初演（スカラ座）で主役を歌った3人であり、またストルツはこの頃ヴェルディの公然の愛人でもあった。
3日後の第2回目の公演からは会場をスカラ座に移し、ヴェルディが1度、若手ながら名指揮者のフランコ・ファッチョがさらに2度の演奏を行った。
この「レクイエム」は宗教曲としては異例の素早さで他国でも再演された。アメリカにおける初演は1874年11月17日、ヴェルディの弟子でもあった指揮者エマヌエーレ・ムツィオのタクトの下、ニューヨーク、アカデミー・オヴ・ミュージックで行われた。その他、ヴェルディ自身が指揮したものだけを数えても、パリ、オペラ＝コミック座では1874年だけで7回、翌年の1875年には8回の公演（1875年はヴェルディがレジオンドヌール勲章（コマンドール）を受章することを記念したもの）、ウィーンでは1875年に4回（ヴェルディはそこでフランツ・ヨーゼフ勲章を受章）、ロンドンでは3回の公演が1,200名の大合唱を用いてロイヤル・アルバート・ホールで挙行されている。

## 評価
このレクイエムには常に留保的評価、あるいはさらに進んで批判がつきまとっている。うち典型的なのは「あまりにイタリア・オペラ的」「ドラマ性が強すぎる」「劇場的であり教会に相応しくない」とする評価などが挙げられる。
なおこうした評価は初演時からそうした評価はみられた。たまたま初演日である1874年5月22日にミラノに滞在していたドイツ人指揮者（であり熱烈なワグネリアン）ハンス・フォン・ビューローは翌日の新聞にわざわざ声明を出して「私、ハンス・フォン・ビューローは昨晩サン・マルコ教会で演じられたスペクタクルに参加していなかった。フォン・ビューローはヴェルディの宗教曲を聴くべく参集した外国人の一員に数えられるべきではない」と宣言し、後にはこのレクイエムを「聖職者の衣服をまとった、ヴェルディの最新のオペラ」（僧衣を纏ったオペラ）と皮肉ったという。もっともヨハネス・ブラームスはこうしたフォン・ビューローの評を聞き、更には自らヴェルディの楽譜を検討した結果「奴は馬鹿なことを言ったものだ。これは天才の作品だ」と言ったとも伝えられる。
ロンドン初演時も「モーツァルトのレクイエム以来の傑作」とする新聞評もある一方で、「絶叫するばかりのコーラス」「怒号の連続」「正常な神経の持主がこの詩句と同時に受け入れることのできるメロディーはどこにも聴かれなかった」などと酷評するものもあった。
また当時、イタリアなどで流行していた教会の復古主義的運動であるチェチーリア運動の影響も、器楽演奏や内面の吐露などを描くこの作品への批判を強める一因となった。

これらの批評のうちには妥当なものもあるだろう。オペラで培ってきた劇的表現はこのレクイエムにも随所にみられるし、ヴェルディ自身が第2回公演以降は演奏場所をスカラ座に移したことからみても、彼自身このレクイエムを「教会の音楽」というより「劇場、あるいはコンサートで演奏すべきもの」と考えていた可能性が高い。もっともヴェルディは
「このミサ曲をオペラと同じように歌ってはいけません。オペラでは効果のあるかも知れない音声装飾(coloriti)はここでは私の趣味ではないのです」（1874年4月26日、ジューリオ・リコルディ宛書簡）
とも述べており、彼がオペラとこのレクイエムを完全には同一視していなかったのもまた事実である。
また演奏場所の点では、今日では「モーツァルトのレクイエム」、「フォーレのレクイエム」なども含めてその殆どはコンサート・ピース化しており、ヴェルディのこのレクイエムだけをことさら批判するのは不公平というものだろう。

ヴェルディのもっともよき理解者であった妻ジュゼッピーナは、夫のレクイエムに寄せられた多くの賛否の評論に辟易して次のような書簡を友人に送っている。
「人々は宗教的精神がモーツァルトの、ケルビーニの、あるいは他の作曲家のレクイエムに比べて多いの少ないの、などと論じています。私に言わせれば、ヴェルディのような人はヴェルディのように書くべきなのです。つまり、彼がどう詩句を感じ、解釈したのかに従って書くということです。仮に宗教にはその始まり、発展そして変化というものが時代と場所に応じてあるのだ、ということを認めるならば、宗教的精神とその表現方法も、時代と作者の個性に応じて変化しなければならないでしょう。私自身はヴェルディのレクイエムがA氏の、B氏のあるいはC氏の影響を受けなければならないのだとしたら、そんなものは懲り懲りです。」
音楽学者のベンヤミン＝グルナー・コールス（ドイツ語: Benjamin-Gunnar Cohrs）は、こうした作品がオペラ的か宗教的かという議論は古臭い議論とした上で、この作品がいかなる価値観とも無縁と認め、人間の死と運命という主題を感動的で普遍的な方法で扱った音楽として見ることを主張している。